# EMC製の1800馬力ディーゼル機関車
EMC製の1800馬力ディーゼル機関車（-せいの1800ばりきでぃーぜるきかんしゃ）では、エレクトロ・モーティブ・コーポレーション（EMC）が初期に製作したディーゼル機関車のうち、出力1800馬力のディーゼルエンジンを使用して試作された5タイプ9両の旅客用機関車について述べる。
これらの車種は ウィントン・エンジン・コーポレーション製の900馬力のディーゼルエンジンである201-A型を2基搭載し、機構的にはEシリーズのルーツにあたる。
この機関車を製造した当時、EMCは車体を製造することができず、ゼファー用以外の箱形の車体はすべてエリーにあるゼネラル・エレクトリックのエリー工場で製造された。運転台が車体両端にあり、これは世界的には普遍的な機器配置ではあるが、北米の機関車においては特殊な例となった。
なお英語版には各車種の写真が掲載されているので、あわせて参照されたい。

## EMCのデモ車
EMCは、将来的な旅客列車牽引需要に備えて1935年5月に2両のデモンストレーション用の機関車を製造し、それぞれ製造番号をとって511、512と付番した。箱形の車体構造はそのまま販売する意図はなかったが、エンジンそのものや牽引力を誇示するために役立ち、箱形の車体はEユニットに受け継がれた。車体形状は直方体で、前面のふたつの窓と貫通扉の上部のそれぞれ対応するような位置に空気取り入れ口があった。
この2両は、あるときは1両で、またあるときは2両1組で試運転を行った。1両の場合は単編成の列車の牽引や閑散線区での作業に、2両の場合は大型の蒸気機関車の代替として、または繁忙な先駆での作業に使用された。
#511はアッチソン・トピカ・アンド・サンタフェ鉄道（ATSF）に貸し出され、後述するATSF#1とATSF#1Aが牽引するスーパー・チーフの予備機として銀色に塗装され、ATSF#1Bとされた。
#512も同様で、銀色に塗装されたのちにATSF1Cとされ、不調であったATSF#1の代わりに1937年5月18日に初めてスーパー・チーフ2の牽引に充当された。
1938年、有用性を失い、2両のデモ車はスクラップにされた。台車や機器類は2両のNW4入換機に転用され、ミズーリ・パシフィック鉄道に納入された。

## ボルチモア・アンド・オハイオ鉄道向け
ボルチモア・アンド・オハイオ鉄道（B&O）のロードナンバー50は、基本的に前述511・512と同様の機関車である。製造は1935年8月。初のディーゼル機関車牽引の旅客列車であるロイヤル・ブルー（Royal Blue）で 1937年にEシリーズのEA・EBに代替されるまで使用された。
この車両の一端は半流線形であり、その形状からショベル・ノーズと称された。その前面は左右に分かれて運転士用の窓があり、旅客車では貫通扉が位置する部分にはなにもなかった。そして前述#511・#512同様、窓の上部と前面中央部に空気取り入れ口があった。
のちにB&Oが所有するシカゴ・アンド・アルトン鉄道に譲渡され、エイブラハム・リンカーン（Abraham Lincoln (train)）を牽引した。
アルトン鉄道がガルフ・モバイル・アンド・オハイオ鉄道（GM&O）となってB&Oの傘下から離れる際には、#50はGM&Oの#1200となった。第二次世界大戦後、ショベル・ノーズと称された形態から箱形の車体に改造された。その後は地方線区の貨物輸送に使用され、現在はセントルイスの鉄道博物館に保存されている。

## ATSF向け

### 製造の経緯
1935年9月、ATSF用に2両が製造され、ロードナンバー1と1Aが与えられた。製造番号は535と536であった。これらはATSFの新設列車、スーパー・チーフで使用するためのもので、1936年5月から翌年5月まで使用された。
当初、ATSFはEMCに対して流線形の機関車を要望していた。それはのちEシリーズとなって現出するが、それが間に合わないために、デモ車を元にした2両の機関車を発注した。これが#1と#1Aであった。これは、Eシリーズ導入前に、ディーゼル機関車の取り扱いの経験を積んでおくためでもあった。
看板列車を牽引するということで、ATSFは機関車に装飾を施すことを要望した。EMCはGMのスタイリング部門のスターリング・マクドナルドに依頼し、前面には大きな「眉毛」のような空気取り入れ口を取り付け、塗装はオリーブ・グリーンの車体にコバルト・ブルーとサラソタ・ブルーの帯を配し、クリムゾン・レッドとタスカン・レッドのピンストライプがその帯を分割していた。こうした装飾が、車両の角張った印象を和らげ、スピード感を与えた。1939年、塗装は銀を主体としたものに変更された。
#1と#1Aは運転台のない向き同士を連結した状態でペアで使用され、ATSFはこの1ユニットを「ワン・スポット・ツインズ」あるいは「アモスンアンディ」（Amos 'n' Andy、ラジオ番組にあったシチュエーション・コメディを名称をとった）と呼んだ。

### スーパー・チーフ後
1937年にスーパー・チーフ用としてE1と軽量な客車が完成し、#1・#1Aと重量級の客車に取って代わった。ATSFは#1と#1Aに改造を施した。
#1は引き続き旅客輸送に使用された。1938年に片側の運転室が撤去され、残された運転室側は運転台位置を従来の屋根の高さほどに嵩上げされ、ブルドッグと称される、前面中央部が上部に丸く突き出た形状に改装された。そしてE1に準じたウォーボネット・カラーと呼ばれる銀と赤の塗装スキームに変更された。車体前部（運転席側）の台車は類のない車軸配置1Bの釣り合い梁式3軸台車に交換された。車体後部の台車は2軸のままであったが、数年後、同様のものに交換された。3軸台車は高速運転時に乗り心地がよく、軸重も軽いために軌道への負担も少なくなった。
#1Aは1937年に運転席のないBユニットに改造され、#1とともに使用された。1938年に#1が改造されたあとは#1Aも同様に改造され、#10となった。その時から、この2両は「別の車両」として扱われることになった。後年、さらに改造され、台車はブロンバーグB形台車に換装されて#2611となり、地方線区の貨物輸送に使用された。
2両とも1952年に解体されたが、1953年にE8Bとしてリビルドされた。

## CB&Q向け

### 9904・9905
前述の車両と同じものがシカゴ・バーリントン・アンド・クインシー鉄道（CB&Q）の#9904（ペガサス）、#9905（ゼフィラス）として1936年11月に製造された。これらはツイン・ゼファーの第2編成用のものであった。ショベル・ノーズと称する前面形状を持ったステンレス製の車体はバッド製であった。

### 9906・9907

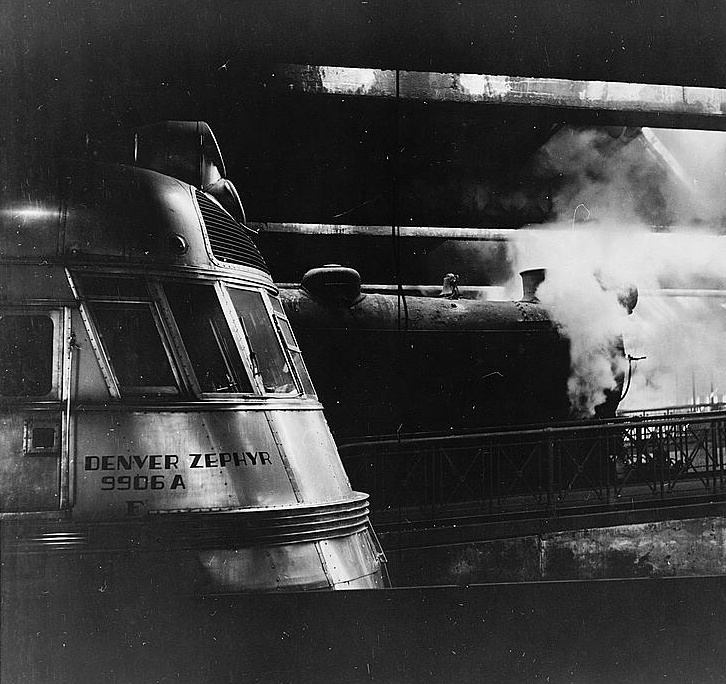
デンバー・ゼファーに使用される#9906A。シカゴにて。1943年1月撮影。

前項と同様にデンバー・ゼファー用として2組4両が製造された。#9906a（シルバー・キング）、#9906b（シルバー・クイーン）、#9907a（シルバー・ナイト）、#9907b（シルバー・プリンセス）と名付けられた。Aユニットは1800馬力、Bユニットは1200馬力であった。車体は#9904・#9905と同様、バッドが製造した。